# 藤原師尹
藤原 師尹（ふじわら の もろただ、延喜20年〈920年〉 - 安和2年〈969年〉）は、平安時代中期の公卿。摂政関白太政大臣・藤原忠平の五男。官位は正二位・左大臣。小一条流の祖。

## 経歴
朱雀朝の承平2年（932年）元服して従五位下に叙爵し、承平5年（935年）侍従に任官する。承平7年（937年）従五位上・左兵衛佐に任ぜられると、天慶4年（941年）正五位下と昇進する。天慶5年（942年）従四位下・右中弁に叙任され一時文官を兼帯するが、天慶7年（944年）蔵人頭兼左近衛中将に補任されて弁官を離れ、朱雀朝末の天慶9年（946年）参議に任ぜられ公卿に列した。
天慶9年（946年）村上天皇の大嘗会に伴う叙位にて従四位上に昇叙されると、天暦2年（948年）兄の師氏を含む上﨟の参議5人（ほかに源兼明・伴保平・源庶明・源等）を越えて従三位・権中納言、天暦5年（951年）中納言、天暦10年（956年）正三位と順調に昇進する。議政官として左中将・左兵衛督・左衛門督と武官を兼ねた。また、天暦4年（950年）兄の右大臣・藤原師輔の外孫にあたる憲平親王（のち冷泉天皇）が生後まもなく春宮に立つと、その春宮大夫を兼ねている。一方で、師尹は娘の芳子を村上天皇の後宮に入内させ、天徳2年（958年）芳子は女御宣下を受ける。芳子は容貌優れて天皇の寵愛が深く昌平親王と永平親王の両皇子を産むが、いずれも病弱であったため春宮にはなれなかった。
その後も、天暦11年（957年）右近衛大将、天徳4年（960年）権大納言、康保3年（966年）大納言と昇進を重ねる。
康保4年（967年）村上天皇の崩御に伴って冷泉天皇が即位すると、関白太政大臣に長兄の藤原実頼、左大臣に源高明、右大臣には師尹が就く。師尹は実頼と謀って、高明の聟にあたる年長の為平親王を外して守平親王を春宮に立て、師尹はその東宮傅となる。安和2年（969年）3月に為平親王を奉じて謀叛を謀っているとの密告があり左大臣・源高明が失脚した（安和の変）。師尹は高明に替わって左大臣に昇るが、約半年後の10月15日に発音障害を伴う病により薨御した。享年50。最終官位は左大臣正二位。没後、正一位が贈位された。
安和の変は高明の失脚を謀った師尹の企みであったとされ、左大臣昇任後一年もたたずに没したことについて、世間では高明の恨みによるものと噂された。

## 人物
他人への対応について親疎や好悪により非常に区別を付け、いかにも癖のある取り扱いをした。また「極メテ腹悪キ人」との記述が今昔物語集に見られる。
故実に反する事があった際には天皇に対してでも反論をし退出も厭わないなど強硬な態度をとり、また業務を怠った国司への加階を定める際に一人「科のある者に処罰もせずに賞を与えるとはどういうことか」と主張するなど、異母兄・実頼と似た生真面目で頑固な面も見られる。
日記に『小一条記』があるが現在は散逸し、『西宮記』等に引用されている逸文が確認できるのみである。
勅撰歌人として『後撰和歌集』に3首が採録されている。

## 官歴
『公卿補任』による。
- 承平2年（932年） 11月17日：従五位下（今日元服、臨時叙之）
- 承平5年（935年） 正月3日：昇殿。2月23日：侍従
- 承平7年（937年） 正月7日：従五位上。3月8日：左兵衛佐
- 天慶4年（941年） 正月7日：正五位下。3月28日：兼播磨権介
- 天慶5年（942年） 3月28日：右中弁、左兵衛佐如元。4月25日：従四位下。4月27日：如元昇殿
- 天慶7年（944年） 4月12日：蔵人頭。4月25日：左近衛中将
- 天慶8年（945年） 3月28日：兼備前権守。11月25日：参議、左中将如元
- 天慶9年（946年） 3月7日：兼備前守。11月19日：従四位上（大嘗会日）
- 天暦元年（947年） 6月6日：兼左兵衛督、守如元
- 天暦2年（948年） 正月30日：権中納言、従三位（越階、超五人）。2月10日：更兼左兵衛督
- 天暦3年（949年） 8月14日：服解（父）。12月2日：復任
- 天暦4年（950年） 7月13日：兼春宮大夫（春宮・憲平親王）、督如元
- 天暦5年（951年） 正月30日：中納言、大夫督如元
- 天暦7年（953年） 9月25日：兼左衛門督検非違使別当、大夫如元
- 天暦10年（956年） 正月7日：正三位
- 天暦11年（957年） 2月：辞督別当。4月25日：兼右近衛大将、大夫如元
- 天徳4年（960年） 8月22日：権大納言、右大将大夫如元
- 応和3年（963年） 正月28日：兼按察使 (日本)、右大将大夫如元
- 康保3年（966年） 正月7日：従二位。9月17日：大納言、右大将大夫按察使如元
- 康保4年（967年） 9月1日：兼皇太弟傳（立坊日）。10月11日：正二位。12月13日：右大臣、蔵人所別当、右大将傳如元、輦車。12月29日：上表、不許
- 康保5年（968年） 正月5日：上表（第三度）
- 安和2年（969年） 3月26日：左大臣兼左近衛大将、傳如元。8月13日：辞大将兼傳。10月15日：薨御。10月30日[9]：贈正一位

## 系譜
- 父：藤原忠平
- 母：源能有の娘
- 妻：藤原定方の九女
  - 長男：藤原定時
  - 次男：藤原済時（941-995）
  - 女子：藤原芳子（?-967） - 村上天皇女御
- 生母不明の子女
  - 男子：定昭

子孫に小一条家、その庶流に飛騨国国司家の姉小路家がある。

## 登場作品
テレビドラマ
- 『風と雲と虹と』（1976年、NHK大河ドラマ、演：清家栄一）